# Schloss Urfahrn

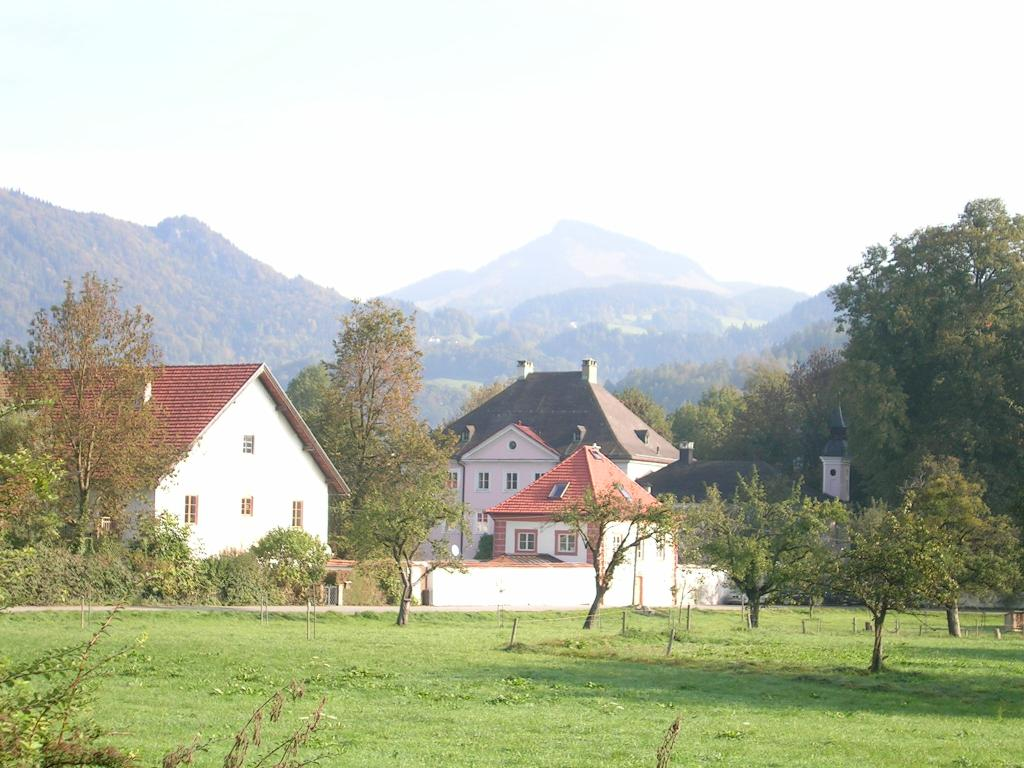
Neues Schloss Urfahrn (2006)

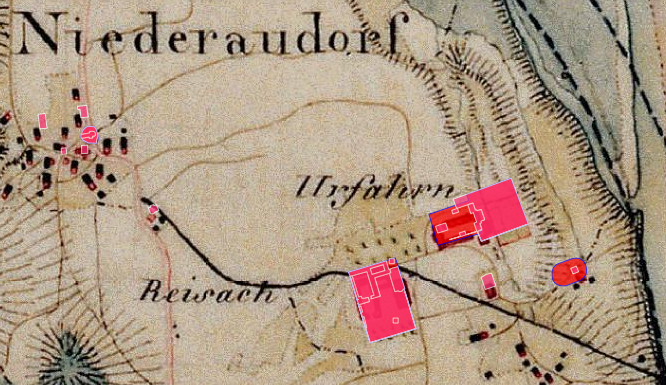
Lageplan von Schloss Urfahrn, dem Karmelitenkloster Reisach sowie dem Alten Schloss Reisach auf dem Urkataster von Bayern

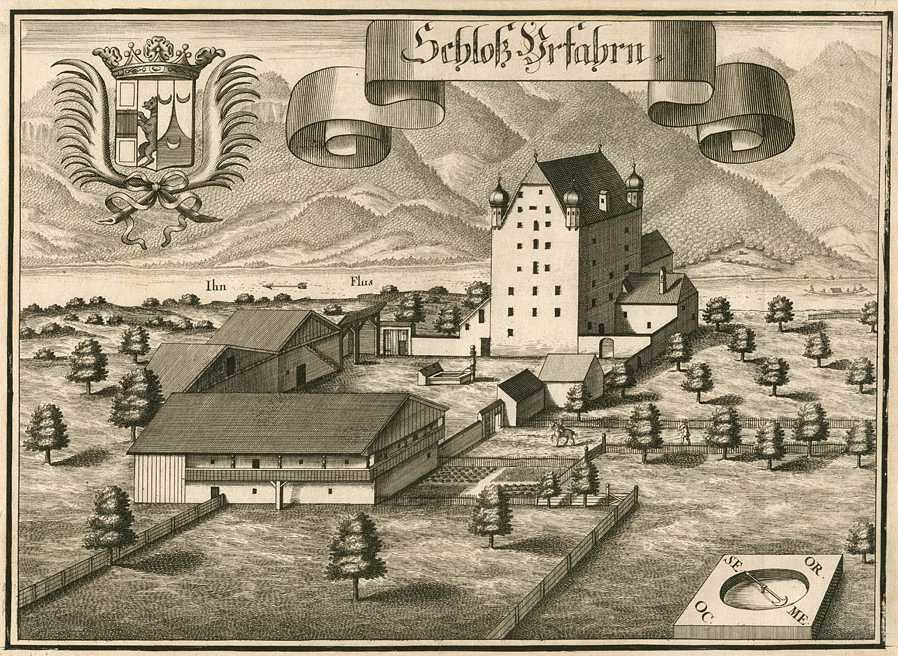
Historischer Stich des Alten Schlosses von Michael Wening

Schloss Urfahrn ist ein Schlossensemble in Reisach im oberen bayerischen Inntal, einem Gemeindeteil der Gemeinde Oberaudorf im Landkreis Rosenheim von Bayern. Es liegt nur wenige Meter vom Karmeliten-Kloster Reisach entfernt westlich des Inns. Die Anlage ist unter der Aktennummer D-1-87-157-61 als Baudenkmal verzeichnet. „Untertägige frühneuzeitliche Befunde im Bereich von Schloss Urfahrn in Reisach (‚Neues Schloss‘) mit ehem. Ökonomiehof und barocken Gartenanlagen“ werden zudem als Bodendenkmal unter der Aktennummer D-1-8339-0039 geführt.

## Geschichte
Das Neue Schloss Urfahrn besteht aus einem dreigeschossigen Hauptbau mit zweigeschossigen Flügelbauten. Es wurde 1721/27 durch Abraham Millauer nach Plänen Johann Baptist Gunetzrhainers errichtet. Es ist das einzige Schloss, das im 18. Jahrhundert im oberen Inntal errichtet wurde. Bauherr war der Kurfürstliche Bräukommissär und Hofkammerrat Johann Georg von Messerer, der wenige Jahre später auch das Kloster Urfahrn – heute Reisach – gründete. Das Schlossensemble umfasst eine Schlosskapelle (18. Jahrhundert) und eine Gruftkapelle (1725) mit Ausstattung; zwei Nebengebäude mit Zeltdächern, den Schlosspark mit Ummauerung sowie ein Wohnhaus mit Walmdach (alle ebenfalls 18. Jahrhundert). Es wurde zuletzt 1949/50 durch den damaligen Besitzer Wilhelm Bracht restauriert.
Das Schloss Urfahrn befindet sich seit nunmehr zwei Generationen im Besitz der Familie Bracht. Nach langwierigen Bauarbeiten hofft die Familie Bracht im Jahr 2023 schlussendlich die Renovierung des historischen Nordflügels abzuschließen und damit die Restauration des Ostflügels zu beenden.[veraltet]

## Persönlichkeiten
- Johann Gemmrich von Neuberg, kaiserlicher Kämmerer, wurde 1888 hier beigesetzt